# Jean Ravelonarivo

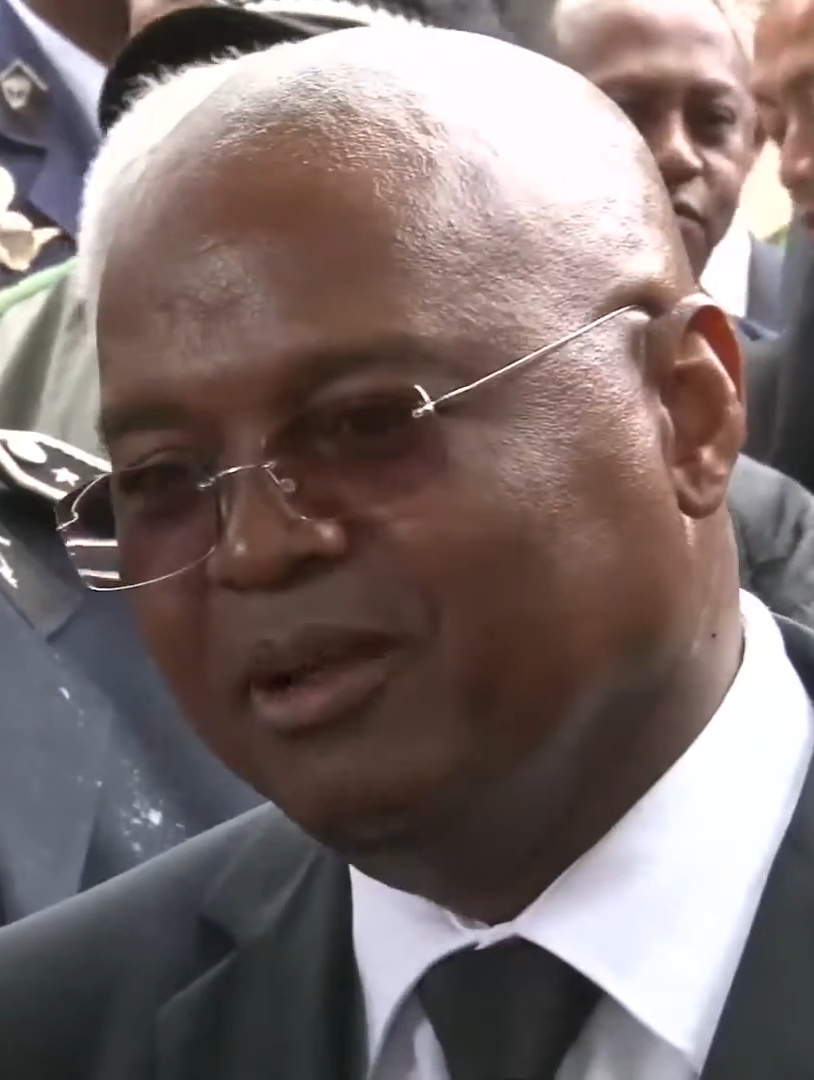
Jean Ravelonarivo, 2015

Jean Ravelonarivo (* 17. April 1959 in Berevo) ist ein madagassischer Politiker und Pilot.

## Leben
Von 1985 bis 1997 war Ravelonarivo in Madagaskar als Militärpilot im Range eines Air Commodore (Brigadegeneral) auf der Ivato Aeronaval Base tätig. Ravelonarivo wurde als Nachfolger von Roger Kolo am 17. Januar 2015 Premierminister von Madagaskar. Infolge politischer Auseinandersetzungen mit dem amtierenden Präsidenten trat Ravelonarivo am 8. April 2016 von seinem Amt zurück.